# ギンネム

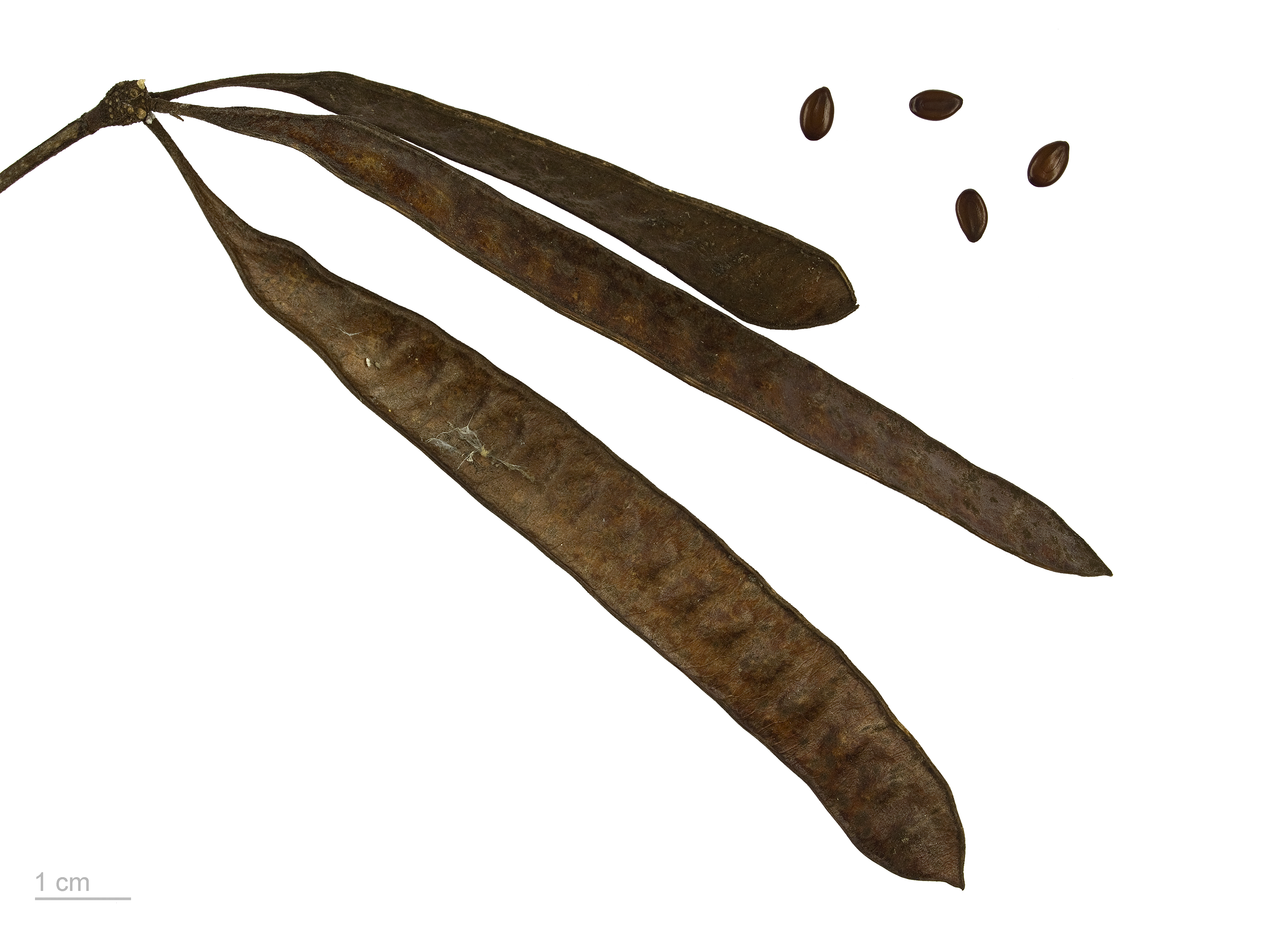
Leucaena leucocephala

ギンネムまたはギンゴウカン（銀合歓、Leucaena leucocephala）はマメ科ネムノキ亜科の落葉低木。和名はネムノキに似て、白い花を咲かす様子を雅語的に表現したところから。

## 分布
中南米が原産地だが、世界中に移植され現在世界のあらゆる熱帯、亜熱帯のアルカリ土壌地帯に繁茂している。
日本国内には小笠原諸島と沖縄県に人為移入され、その後野外に逸出して帰化した。近年は南九州まで分布を拡大しているようである。

## 生態
オジギソウやネムノキも属するネムノキ亜科に分類され、両種の特徴である鳥の羽のような葉(羽状複葉)を持つ。樹高は日本に定着した種は1-5mと低めに留まるが、品種によっては10m程度まで高くなる。花はほぼ通年開花し、両種のそれ(頭状花序)に似るが若干小さく色が白い。大きさといい色といい、耳掻きに付いている梵天に酷似する。果実は細長く扁平な豆果で、風などに吹かれて落下し散布される。
日当たりの良いやや乾燥したところを好み、かなり深くに根を下ろす。その根から水を吸い上げるため旱魃に強く、また痩せた土地も厭わない生命力の強い木である。
若葉や芽にミモシン (mimosine) という有毒アミノ酸を含有しているので、家畜がこれらを摂取し過ぎると脱毛、繁殖障害、成長阻害といった弊害が出る。人に対しても同様で、小笠原諸島に取り残された兵隊が本種の種子を食べ、全員残らず丸ハゲになったという逸話がある。ミモシンはアレロパシー物質として、さらには本種を食害する昆虫に対する忌避成分としても作用するが、ギンネムキジラミというヨコバイ亜目キジラミ科の昆虫はミモシンを分解する酵素を有しているので、積極的に本種を食害する強力な天敵となっている。ギンネムキジラミの食害により、群生する本種が一斉枯死することも珍しくない。

## 外来種問題

### 導入
痩せた土地でもすぐに繁茂する本種は、当初畑の緑肥、薪炭、家畜の飼料、荒地の緑化、土壌流出防止、など多目的に有用な植物として1862年に小笠原諸島、1910年以降に沖縄県へ人為的に移入された。
当初沖縄県では、スリランカ産種を導入し人手で管理していたが、太平洋戦争後の混乱期に放置され、さらにその後農業形態の変革等により上記の用途で用いられることはなくなり野外に逸出した。また沖縄戦で焦土と化した島の土壌流出防止用として、米軍がハワイ産種の種子を空中散布した事実もある。小笠原諸島でも、太平洋戦争中の全島民離島を機に島中にはびこった。1985年以降両地域にギンネムキジラミが侵入したことで勢いを弱めつつあるが、いまだ在来の固有植物に対して優勢にあることは変わっていない。
野生化したもの以外に、園芸樹木として観賞用に栽培されているものもある。園芸品種は野生化している品種に比較して花がずっと大きい。野生化した本種を指す場合ギンネムの名で呼ばれ、園芸樹木としての本種はギンゴウカンの名で呼ばれるようである。

### 影響
マメ科に近い本種は根に空中窒素固定作用を有する根粒菌を共生させているため、貧栄養の状態であっても極端に成長が早い。さらにアレロパシー物質のミモシンを分泌するため、すぐさま本種のみで林を形成して他種を駆逐し、本来こういった場所において優占種となるべき当該地域の固有植物群への遷移を疎外している。沖縄県や小笠原諸島では、本種の好む日当たりの良い空き地や、耕作放棄された田畑は大抵本種に占拠されており、在来固有種の生育を阻害している。
世界の侵略的外来種ワースト100リストの1種に数えられているほか、外来生物法によって要注意外来生物に指定されている。

## 人間との関係
かつては多目的に有用、と、期待され世界の熱帯、亜熱帯地域において積極的に導入されてきた本種であるが、日本においては生活様式や農業形態の変革によって畑の緑肥や薪炭といった用途は無くなり、ミモシンの問題があるため家畜の飼料にも使えず、現在役立っているのは土壌流出防止と荒地の緑化用ぐらいである。
しかし短期間で成長しとめどなく増殖する性質があることから、そういった用途に用いられることもなくなってきている。それに輪をかけ同じく外来種である本種の天敵、ギンネムキジラミが本種の有用性をさらに毀損している。緑化や土壌流出防止用として意図的に植栽された本種が、キジラミの食害により一斉枯死して、一面が枯れ木で埋め尽くされたり、傾斜地が崩壊する危険性が出てきたからである。
だが近年になってミモシンを醗酵過程で除去する技術が開発され、それと同時に本種に含まれるカルシウム、カリウムといったミネラルやタンパク質、食物繊維などが注目されるようになった。現在沖縄県では本種を原料に用いた茶などの健康食品が商品化され、みやげ物屋などで販売されている。
なお本種が単年度あたりに生産するバイオマス量は、他の植物に比較してケタ違いであり、同様に過去に本種が移入された東南アジアの開発途上国などでは、本種の生産したバイオマスを積極的に利用している例もある。